# Rocchette (Castiglione della Pescaia)
Rocchette (già Campo Albo) è una località balneare del comune italiano di Castiglione della Pescaia, nella provincia di Grosseto, in Toscana.
La località, situata sulla costa della Maremma grossetana, ha una forte vocazione turistica.

## Geografia fisica

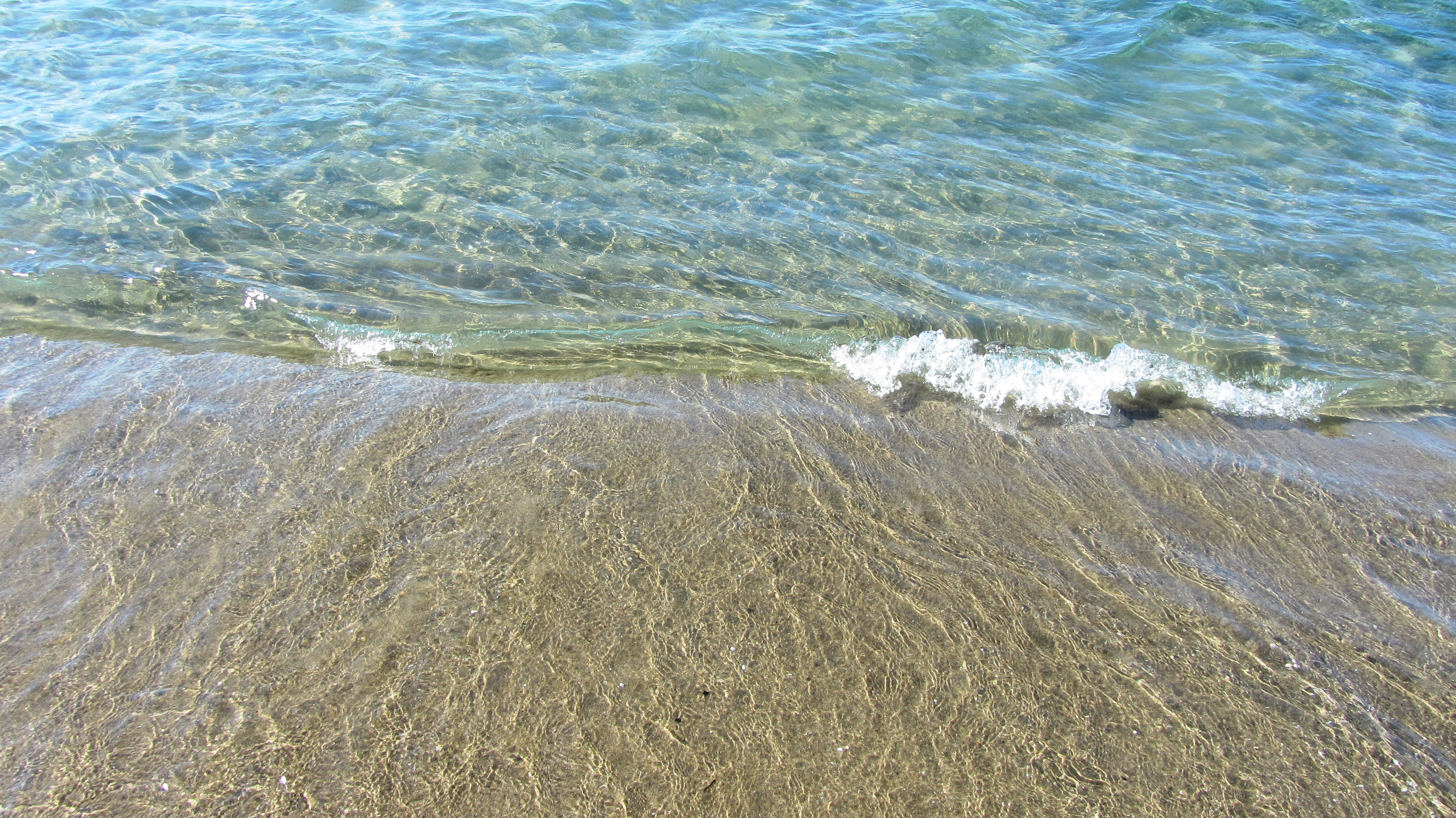
Il mare delle Rocchette

La località sorge alle pendici sud-orientali di Poggio Peroni (346 m s.l.m.), una delle propaggini che formano il promontorio di Punta Ala, lungo la costa del mar Tirreno. Il castello sorge nella punta delle Rocchette, a picco sul mare, mentre più in basso, presso la costa, è situata la parte moderna dotata di servizi, che si sviluppa poi lungo la strada provinciale fino al bivio per Pian d'Alma e per Castiglione della Pescaia. La località dista circa 5 km dal capoluogo comunale e poco più di 28 km da Grosseto.
La spiaggia delle Rocchette è raggiungibile a piedi, lungo un sentiero che termina sulla costa rocciosa. Il litorale è lungo diverse centinaia di metri ed è orlato da scogliere rocciose di colore rosso scuro. Il mare è cristallino e trasparente, con fondali sabbiosi e digradanti, il mare migliore del comune di Castiglione della Pescaia, 5 vele di Legambiente dal 2005.

## Storia
La località si chiamava anticamente Campo Albo e ha continuato ad avere questa denominazione per tutto il Medioevo. Piccolo centro di pescatori, la località ricevette importanza con la costruzione di una pieve, appartenente ai vescovi di Grosseto nella seconda metà del XII secolo, in base a quanto scritto in una bolla papale datata 1188. Nella stessa bolla si ricorda la costruzione di una torre di avvistamento, in posizione dominante sul porto di Rocchette. L'edificio religioso è menzionato anche nelle epoche successive - nelle Rationes Decimarum del tardo XIII secolo e degli inizi di quello successivo - quando risultava ancora una pieve autonoma collegata all'abbazia di Sant'Antimo. Successivamente la chiesa fu abbandonata, anche se non si conoscono notizie certe sulle motivazioni, presumibilmente tra il tardo Medioevo ed il primo periodo rinascimentale. Lo stesso accadde per il porto, oggi scomparso. La torre invece continuò ad esistere e ad essere perfezionata nel corso dei secoli: nel 1289 il complesso fortificato è nominato come Rocchetta de Capalbo ed ha assunto l'aspetto di un imponente forte del XVI secolo.
Alla fine del XIX secolo il forte fu ristrutturato più volte fino ad assumere l'aspetto che porta oggi. Il nome della località, da Campo Albo (o Capalbo come talvolta si trova scritto) cambiò in Rocchette, proprio prendendo il nome dalla rocca fortificata. A partire dagli anni sessanta del XX secolo, la località è stata interessata da una forte urbanizzazione votata al turismo balneare, con la costruzione di ville, stabilimenti balneari, camping e agriturismi che la rendono una delle mete estive più frequentate del litorale grossetano.

## Monumenti e luoghi d'interesse

### Architetture religiose

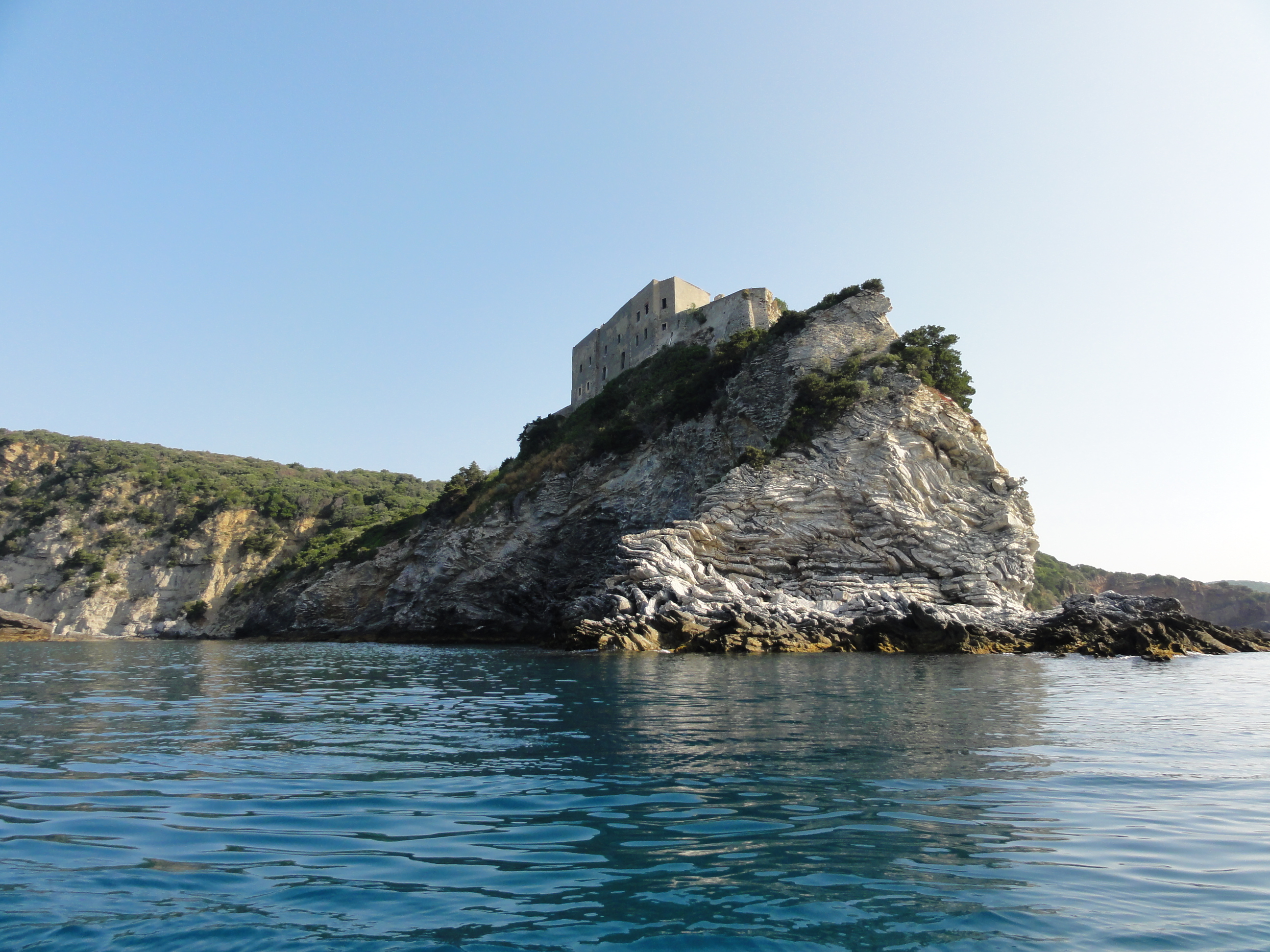
Il forte delle Rocchette

- Cappella della Madonna del Carmine, situata nei pressi del castello, è stata costruita nella seconda metà del XVIII secolo, probabilmente in sostituzione della perduta pieve di Rocca, la cui esistenza è accertata nei registri della diocesi di Grosseto relativi al XII e al XIII secolo.
- Cappella di Serignano, piccolo edificio di culto situato presso la tenuta di Serignano, è stata edificata intorno al 1954 per volere del marchese Lorenzo Niccolini, proprietario del castello.[2] Realizzata in pietra, conserva all'interno un altare in travertino con un dipinto della Madonna col Bambino.[2]
- Pieve di Rocca, pieve medievale scomparsa.

### Architetture militari
- Forte delle Rocchette, costruito come torre di avvistamento nel corso del XII secolo e ricordato in una bolla papale del 1188, era anticamente denominato Rocca di Campo Albo. Ampliato nel corso del XVI secolo per volere di Cosimo I de' Medici, fu dismessa dopo l'annessione al Regno d'Italia, quando venne trasformata in un faro, attivo fino alla prima metà del secolo scorso. Ceduto a privati, è stato oggetto di ristrutturazioni tra il 1878 ed il 1888.
- Torre di Cala Galera, fortificazione costiera situata su un promontorio tra Castiglione della Pescaia e Punta Ala, fu costruita dai pisani nel XIII secolo con funzioni di avvistamento. Ristrutturata dai Medici tra il 1562 e il 1568 e dai Lorena nel corso del XVIII secolo, rimase sede di un presidio fino al 1847, quando fu ceduta a privati.

### Siti archeologici
- Poggio Santa Pomata, località posta tra le località di Rocchette e Pian di Rocca, vi sono stati rinvenuti resti di strutture abitative di età arcaica.

## Cultura

### Letteratura
Alle Rocchette è ambientata parte del romanzo L'isola dei monaci senza nome di Marcello Simoni, incentrato sulle incursioni piratesche nella Maremma del XVI secolo, dove la località è denominata con l'antico nome di Campo Albo ed è presente la scomparsa Pieve di Rocca.

## Infrastrutture e trasporti
La frazione si sviluppa lungo la strada provinciale 62 Rocchette, che si dirama verso il mare dalla strada provinciale 158 delle Collacchie che collega Grosseto con Follonica. Da Castiglione della Pescaia è possibile raggiungere la località anche attraverso la pista ciclabile Castiglione della Pescaia-Bivio di Rocchette.